# Асела Мадушан
Жаякаоді Арачічіж Асела Мадушан або просто Асела Мадушан (нар. 9 грудня 1999) — ланкіський футболіст, нападник клубу «Реновн».

## Клубна кар'єра
Закінчив Коледж Святого Джозефа в Коломбо, за футбольну команду якого виступав до 2017 року. У 2018 році підписав перший професіональний контракт з клубом «Реновн». На даний час захищає кольори цього клубу.

## Кар'єра в збірній
З 2018 року Асела Мадушан викликається до національної збірної Шрі-Ланки. На даний час за неї провів 4 матчі, в яких відзначився 1-м голом.

## Статистика

### Збірна
Станом на 9 грудня 2018.
| Національна збірна | Рік     | Матчі | Голи |
| ------------------ | ------- | ----- | ---- |
| Шрі-Ланка          | 2018    | 4     | 1    |
| Загалом            | Загалом | 4     | 1    |

### Голи за збірну
Голи та результата збірної Шрі-Ланки знаходяться на першому місці.
| №  | Дата           | Місце                                   | Суперник | Рахунок | Результат | Змагання    |
| -- | -------------- | --------------------------------------- | -------- | ------- | --------- | ----------- |
| 1. | 12 жовтня 2018 | Сугатхадаса Стедіум, Коломбо, Шрі-Ланка | Малайзія | 1–0     | 1–4       | Товариський |